# Hamlet (Jost)
Hamlet ist eine Oper (Originalbezeichnung: „12 musikdramatische Tableaux nach William Shakespeare“) von Christian Jost, der das Libretto aus dem englischen Originaltext von Shakespeares Theaterstück Hamlet und der Übersetzung von August Wilhelm Schlegel und Ludwig Tieck selbst zusammenstellte. Die Uraufführung fand am 21. Juni 2009 in der Komischen Oper Berlin statt.

## Handlung
1. Tableau. Hamlet wird von inneren Stimmen geplagt und denkt an Selbstmord. Sein Freund Horatio versucht, ihm diesen Gedanken auszureden. Der Geist seines Vaters fordert Hamlet auf, seinen Tod zu rächen, denn er sei von seinem eigenen Bruder Claudius im Schlaf ermordet worden. Claudius hat inzwischen die Königswürde an sich gerissen und Gertrud, die Witwe seines Bruders, geheiratet.
2. Tableau. Claudius und Gertrud fordern Hamlet auf, nicht länger um seinen Vater zu trauern. Hamlet jedoch vertraut Horatio an, dass er Zeichen gesehen habe, die auf ein bevorstehendes Unheil hindeuten.
3. Tableau. Claudius bittet zwei alte Freunde Hamlets, Rosenkranz und Güldenstern, Hamlet aufzuheitern und den Grund für seine schlechte Stimmung herauszufinden. Polonius hat einen Brief Hamlets an seine Tochter Ophelia abgefangen. Er glaubt, dass Hamlet unter Liebeskummer leidet, und will ein Treffen der beiden einrichten, um sie zu belauschen.
4. Tableau. Rosenkranz und Güldenstern bemühen sich um Hamlet, doch der hat jede Lust auf die gewohnten Spiele verloren. Polonius meldet, dass Schauspieler eingetroffen sind.
5. Tableau. Rosenkranz und Güldenstern berichten Claudius von ihrem Fehlschlag. Polonius fordert seine Tochter auf, Hamlet in ein Gespräch zu verwickeln. Als sie das tut, gesteht Hamlet, sie einst geliebt zu haben, doch habe er jetzt kein Interesse mehr an ihr. Er schlägt ihr vor, in ein Kloster einzutreten. Während des gesamten Gesprächs melden sich seine inneren Stimmen. Ophelia ist entsetzt, Hamlet in diesem verwirrten Zustand zu sehen. Claudius glaubt, dass etwas anderes als Liebeskummer dahintersteckt.
6. Tableau. Hamlet beschließt, das bevorstehende Schauspiel zu nutzen, um den Wahrheitsgehalt der Aussagen des Geistes zu prüfen und seinen Onkel auf die Probe zu stellen. Die anderen treffen ein, und das Spiel mit dem Titel The Mousetrap beginnt. Der Geist spielt darin eine zentrale Rolle. Er singt seine Töne quasi instrumental ohne Text. Hamlet und Horatio beobachten dabei genau die Reaktionen des Königs. Sie sind nun überzeugt von seiner Schuld.
7. Tableau. Claudius ist zutiefst empört von Hamlets Verhalten. Der nähert sich stumm. Seine inneren Stimmen mahnen ihn, endlich zur Tat zu schreiten.
8. Tableau. Polonius versteckt sich, um Gertruds Gespräch mit Hamlet zu beobachten. Hamlet antwortet auf ihre Vorwürfe zunächst mit Verdrehungen ihrer eigenen Worte. Dann täuscht er einen Wahnsinnsanfall vor und tötet den versteckten Polonius mit dem Ruf „Eine Ratte!“ Er erklärt, dass diese Bluttat beinah so schlimm sei, wie den König zu töten und dessen Bruder zu heiraten. Der Geist ist durch Hamlets Tat noch nicht zufriedengestellt. Gertrud ist entsetzt, als Hamlet ihr sein Vorhaben, Claudius zu töten, offenbart.
9. Tableau. Hamlet begegnet Soldaten auf einem Eroberungsfeldzug. Er unterhält sich mit Horatio über den Sinn darin, so viele Menschen für ein Stück Boden in den Tod zu schicken. Er schämt sich für seine eigene Tatenlosigkeit.
10. Tableau. Gertrud wird von Gewissensbissen geplagt. Ophelia tritt ein. Sie hat nach dem Mord Hamlets an ihrem Vater den Verstand verloren. Rosenkranz und Güldenstern berichten, dass ihr Bruder Laertes mit einigen Anhängern wutentbrannt in den Palast eingedrungen sei. Kurz darauf erscheint dieser auf der Suche nach dem Mörder seines Vaters Polonius. Claudius zieht ihn sogleich auf seine Seite, um gemeinsam gegen Hamlet vorzugehen. Ophelia hat unterdessen den Raum verlassen. Kurz darauf kommt die Nachricht von ihrem Tod durch Ertrinken.
11. Tableau. Hamlet und Horatio beobachten zwei Clowns, die mit einem Totenschädel spielen, während sie ein Grab für eine „gewesene Frau“ ausheben.
12. Tableau. Während sich Ophelias Leichenzug mit Laertes, Claudius und Gertrud nähert, tragen die inneren Stimmen Hamlets berühmten Monolog vor („To be, or not to be“). Erst jetzt erkennt Hamlet, dass das Grab für Ophelia bestimmt ist. Er erinnert sich an seine einstige Liebe zu ihr. Es kommt zum Zweikampf zwischen ihm und Laertes, bei dem sich die beiden gegenseitig töten. Auch Gertrud stirbt – sie hat versehentlich einen Gifttrank zu sich genommen, den Claudius für Hamlet bereitet hatte.

## Gestaltung
Christian Jost weist die Titelrolle seiner Hamlet-Oper einer Mezzosopranistin zu, um auf die „universelle Gültigkeit jenseits des individuellen Schicksals“ hinzuweisen. Er betrachtet den Stoff als eine „Geschichte einer surrealen Reise ins Innere“. Die Person Hamlet wird an den wichtigsten Stellen der Handlung „aufgelöst“. Die reflektierenden Monologe sind dem Chor seiner  „inneren Stimmen“ übertragen. Auf ähnliche Weise wird der Geist von einem mehrstimmigen Sängerensemble dargestellt. Die Klangsprache des Hamlet ist meist traumhaft, weich und androgyn.

„Diese Chorsätze erweitern den Raum des Titelhelden und verzerren die Zeitstruktur der unmittelbaren Handlung, indem die handlungstreibenden Momente gerafft und in hohem Tempo dargestellt werden, während die von innerer Spannung getragenen Monologe sich als ruhende Inseln im Gesamtgefüge etablieren.“

Die Oper ist in zwölf Tableaus unterteilt, denen jeweils eine eigene Klangsprache zugewiesen ist. Jedes Tableau wird von einer „die Szene grundierende[n] Musik“ eingeleitet. Die Reihenfolge ist nicht zwingend vorgegeben, da es Jost mehr um den „Ausdruck, um die Expression von körperlichem Gestus und theatralem Bild“ ging als um eine Darstellung des zeitlichen Handlungsablaufs. Die Vorlage kürzte er entsprechend auf die psychologisch wichtigsten Teile zusammen.
In dem Schauspiel des sechsten Tableaus agieren die handelnden Personen selbst als Darsteller.
Das Orchester ist in zwei ähnlich besetzte Hälften unterteilt, die gelegentlich „klappernd“ in unterschiedlichen Tempi spielen. Klanglich werden die tiefen Töne und das Schlagzeug bevorzugt. Die Flöten werden gelegentlich überblasen. Auch dem Chor sind gleichsam instrumentale Abschnitte zugewiesen, die aus dem Off gesungen werden. Peter P. Pachl beschrieb die Musik als originell und postmodern: „Unisono-Bassfiguren [erinnern] an den späten Wagner, das mit dem Bogen gestrichene Tamtam an die Glasharfe bei Strauss, Jazzelemente an Schrekers Zeitoper ‚Christophorus‘ und die clusterartigen Akkorde beim Tod Ophelias an die Todesakkordfolgen bei Berg.“ Den Abschluss bildet ein verdünnter a-cappella-Chorsatz, der als Antwort auf Hamlets Schlusswort „entwerfen“ selbst wie ein Entwurf wirkt – für Pachl „eine andere Form von ‚Rest ist Schweigen‘“.

### Orchester
Die Orchesterbesetzung der Oper enthält die folgenden Instrumente:
- Holzbläser: drei Flöten (alle auch Piccolo, 3. auch Bassflöte), drei Klarinetten (2. auch Es-Klarinette, 3. auch Bassklarinette), Fagott, Kontrafagott
- Blechbläser: vier Hörner, zwei Posaunen, Bassposaune, Kontrabassposaune
- Schlagzeug (zwei Spieler): Becken, Tamtam, drei Tomtoms, vier Rototoms, große Trommel
- Klavier
- Streicher: acht Violinen, acht Bratschen, acht Violoncelli, vier Kontrabässe
- Bühnenmusik: Flügelhorn, Vibraphon, Gläserspiel, Violoncello

Das Orchester ist in eine linke und eine rechte Hälfte unterteilt. Links spielen die Flöten, Fagott, zwei Hörner, eine Posaune, Bassposaune, ein Schlagzeuger mit Becken, Tamtam und Tomtoms, Klavier und die Hälfte der Streicher. Rechts spielen die Klarinetten, Kontrafagott, zwei Hörner, eine Posaune, Kontrabassposaune, ein Schlagzeuger mit Rototoms und großer Trommel und die andere Hälfte der Streicher.

## Werkgeschichte
Christian Josts Oper Hamlet entstand 2008 im Auftrag der Komischen Oper Berlin. Jost hatte sich schon seit seiner Jugend für Shakespeares Theaterstück Hamlet interessiert. Er stellte auch das Libretto selbst zusammen, wofür er sowohl Passagen aus dem englischen Originaltext als auch der Übersetzung von August Wilhelm Schlegel und Ludwig Tieck nutzte. Englische und deutsche Textabschnitte wechseln sich ab oder überlagern sich.
Die Uraufführung am 21. Juni 2009 wurde vom Dirigenten Carl St. Clair geleitet. Die Inszenierung stammte von Andreas Homoki, Bühnenbild und Kostüme von Wolfgang Gussmann. Die Titelrolle sang Josts Ehefrau Stella Doufexis. In den weiteren Partien wirkten Tom Erik Lie (Horatio), Jens Larsen (Claudius), Gertrud Ottenthal (Gertrud), Jürgen Sacher (Polonius), Caren van Oijen (Rosenkranz), Peter Renz (Güldenstern), Karolina Andersson (Ophelia) und James Elliott (Laertes). Die Produktion wurde vom Publikum gut aufgenommen und in der Kritikerumfrage der Zeitschrift Opernwelt zur „Uraufführung des Jahres“ gewählt.
Die nächste Produktion gab es 2011 in der Oper Dortmund in einer Inszenierung von Peter te Nuyl mit den Dortmunder Philharmonikern unter der Leitung von Jac van Steen. Die Titelrolle sang Maria Hilmes.